# Villa General Belgrano
Villa General Belgrano ist eine Kleinstadt im Departamento Calamuchita der Provinz Córdoba im zentralen Argentinien. Sie liegt im nördlichen Valle de Calamuchita, einem Tal in den Sierras de Córdoba etwa 75 Kilometer südlich der Provinzhauptstadt Córdoba und hat etwa 6000 Einwohner.
Die Stadt, nach dem argentinischen General Manuel Belgrano genannt ist, ist ein beliebtes Touristenziel. Sie wird vornehmlich von Nachkommen deutscher, österreicher, schweizerischer und norditalienischer Einwanderer bewohnt – unter anderem von ehemaligen Besatzungsmitgliedern des am 17. Dezember 1939 im Zweiten Weltkrieg vor Montevideo versenkten Kriegsschiffes Admiral Graf Spee – und gilt deshalb als „alpine Enklave“ in Argentinien.

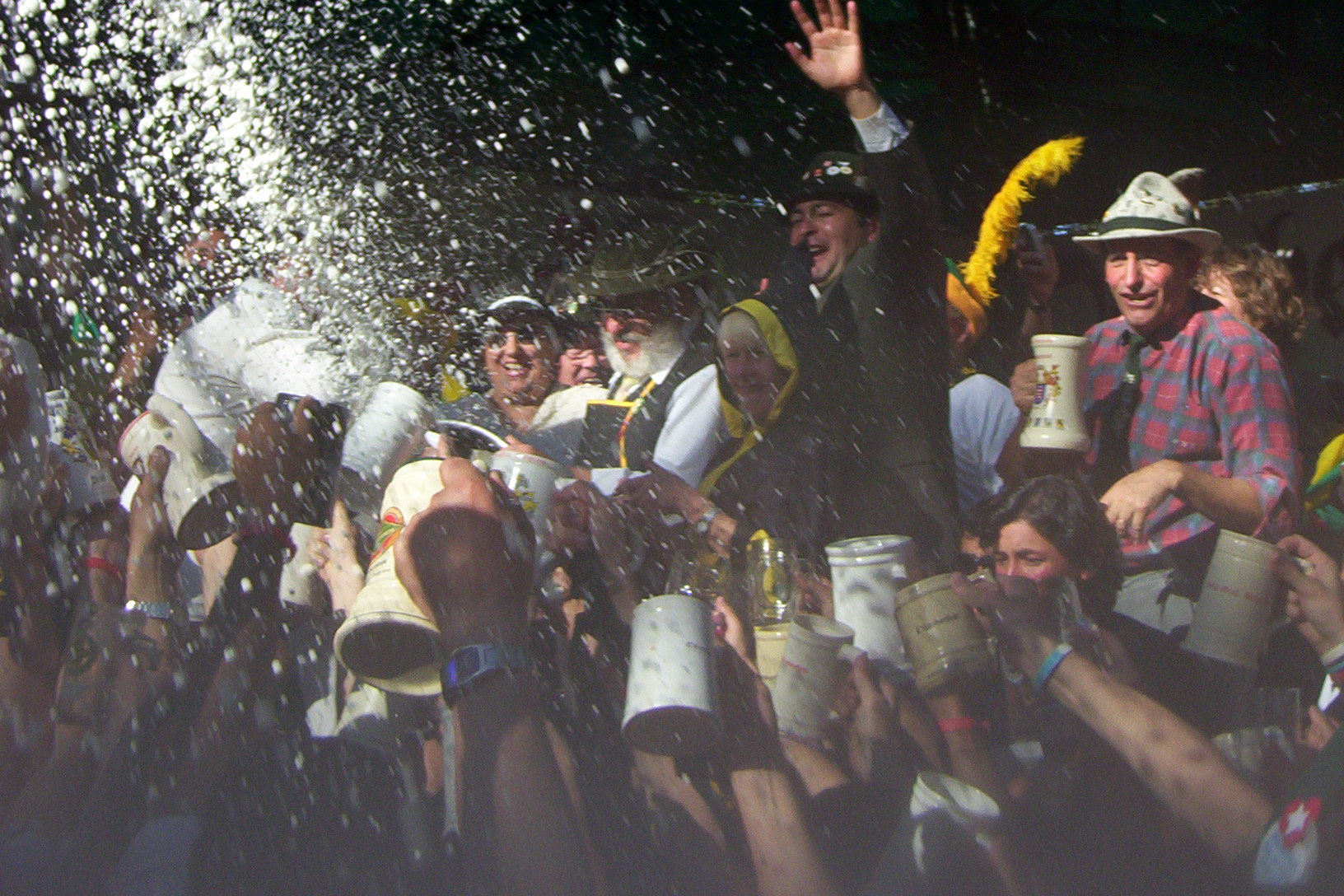
Anstich auf dem Oktoberfest 2006 in Villa General Belgrano

Besonders beliebt sind die Feste: das Bierfest (Fiesta de la Cerveza), das dem Münchner Oktoberfest nachempfunden ist, das Fest der Wiener Torten (Fiesta de la Masa Vienesa) und das Schokoladenfest.
Im Zentrum findet man viele Gebäude und Wohnhäuser, die der alpinen Architektur nachempfunden sind. Vereinzelt ist auch die deutsche Sprache noch zu hören, dies geht aber immer mehr verloren.

## Sport
In Villa General Belgrano wurden die Finalspiele der Faustball-Weltmeisterschaft 2015 ausgetragen.

## Städtepartnerschaft
- Sigriswil, Schweiz, seit dem 1. Oktober 2000

## Persönlichkeiten
- Ignacio Carballo (* 1994), Kugelstoßer